# Thilo Mannhardt
Thilo Helmut Georg Mannhardt é um empresário brasileiro de origem alemã, que foi CEO da Ultrapar Participaçoes no período de 2013 a 2017 foi tambem presidente Imifarma Produtos Farmacéuticos e Cosméticos 

## Carreira
Graduado pela Universidade Técnica de Berlim, local aonde também obteve o seu MBA e doutorado, foi um dos responsáveis pelo início de operação da McKinsey & Company empresa de consultoria de origem norte-americana em 1985, onde alcançou a posição de sócio sênior. Atuou também pela mesma empresa na África do Sul e no México. 
Foi diretor da empresa TechnoServe. Em 2011 se transferiu para o Grupo Ultra que atua na distribuição de combustíveis (Ipiranga), seu principal negócio; gás GLP (Ultragaz); químicos (Oxiteno); e de logística (Ultracargo) 